# اهتزازات من غزة
اهتزازات من غزة هو فيلم وثائقي قصير فلسطيني كندي، من إخراج رحاب نزال. صدر الفيلم في أغسطس 2023مدته 16 دقيقةويتناول الفيلم تأثير الحصار الإسرائيلي والهجمات العسكرية المتكررة على الأطفال الصم في قطاع غزة، الذين يعانون من العنف من خلال الاهتزازات في الهواء والارتعاش في الأرض بدلاً من موجات الصوت.

## حول الفيلم
تم تصوير الفيلم في صيف عام 2022، بعد عام من زيارة نزال لقطاع غزة، أثناء عملها في برنامج علاج بالفن مع أطفال القطاع بعد الهجوم الإسرائيلي عام 2021، أٌنتج الفيلم بدعم من مجلس فنون مقاطعة أونتاريو في كندا، وتوزيعه من قبل فيديوجراف، مونتريال وV Tape، تورنتو في كندا.

## محتوى الفيلم
يُسلّط الفيلم الضوء على حياة الأطفال الصم في قطاع غزة، الذين وُلدوا ونشأوا في ظل الحصار والهجمات الإسرائيلية المتكررة. تُقدّم أماني وموسى ومصطفى وإسراء وآخرون رواياتٍ مباشرة عن تجاربهم في ظلّ القصف الإسرائيلي المتواصل والطائرات المُسيّرة التي لا تتوقف، ويصف الأطفال ضربات الصواريخ من خلال إحساسهم بالاهتزازات في الهواء، واهتزاز الأرض، وأصداء انهيار المباني، كما يُثير الفيلم تساؤلاتٍ حول احتمال أن يكون فقدانهم للسمع ناتجًا عن استخدام إسرائيل للأسلحة الثقيلة والصوتية، مُسلّطًا الضوء أيضًا على صمت المجتمع الدولي تجاه معاناة 2.2 مليون فلسطيني تحت الحصار المستمر منذ عام 2007.

## الجوائز والمهرجانات
حصل الفيلم منذ انطلاقه على عدة جوائز ومنها
| جائزة                                               | تاريخ الحفل   | فئة                                 | المستلمون |        |  |
| --------------------------------------------------- | ------------- | ----------------------------------- | --------- | ------ |  |
| مهرجان لندن السينمائي التابع لمعهد الفيلم البريطاني | 2024          | مسابقة الأفلام القصيرة              | رحاب نزال | [ 11 ] |  |
| جائزة ايريس                                         | 8 ديسمبر 2024 | أفضل فيلم وثائقي قصير               | رحاب نزال | [ 12 ] |  |
| مهرجان سينيماد مونبلييه السينمائي الدولي            | أكتوبر 2024   | جائزة الجمهور من صحيفة لا غازيت     | رحاب نزال |        |  |
| مهرجان سينيماد مونبلييه السينمائي الدولي            | أكتوبر 2024   | جائزة فيل دو مونبلييه للجمهور الشاب | رحاب نزال |        |  |

عٌرض الفيلم في العديد من المهرجانات والمراكز الفنية والجامعات حول العالم، بما في ذلك مهرجان مونتريال للفيلم الفلسطيني في كندا، ومركز الفنون بين الثقافات في مونتريال، وفنون تويلف غيتس في فيلادلفيا، ومؤسسة المعمل للفن المعاصر في القدس المحتلة، ومهرجان إيران السينمائي الدولي السابع عشر، ومركز فيفو في فانكوفر، ومهرجان مينا السينمائي في فانكوفر، ومهرجان ريغارد في كيبيك، والسينما العامة في مونتريال، ومركز جنوب آسيا للفنون البصرية في تورنتو، والمركز الثقافي المستقل في أمستردام، هولندا، ومهرجان ميرسييه السينمائي في فرنسا، ومهرجان نوميرو زيرو في فرنسا، ومهرجان ليماسول للفيلم الفلسطيني في قبرص، وسينما كينو أورورا في فنلندا، ومهرجان سان سيباستيان لحقوق الإنسان في إسبانيا، بالإضافة إلى العروض والمناقشات في جامعة مكغيل، وجامعة إميلي كار، وجامعة كونكورديا، وجامعة نيويورك.